# Ja’akow Nechusztan
Ja’akow Nechusztan, Ja’akow Nehosztan (hebr.: יעקב נחושתן, ang.: Ya'akov Nehoshtan, Yaakov Nechushtan, ur. 22 kwietnia 1925 w Kazanłyku, zm. 17 kwietnia 2019) – izraelski prawnik i polityk, w latach 1969–1974 poseł do Knesetu z listy Gahalu.
W wyborach parlamentarnych w 1969 dostał się po raz pierwszy i jedyny do izraelskiego parlamentu.